# Aubin Sparfel
Aubin Sparfel (Epinal, 6 maggio 2006) è un ciclista su strada e ciclocrossista francese, che corre per la Decathlon AG2R La Mondiale Development Team. È professionista dal 2025.

## Palmarès

### Strada
- 2024 (Juniores)

4ª tappa Tour du Pays de Vaud (Pomy > Pomy)
- 2025 (Decathlon AG2R La Mondiale/Decathlon AG2R La Mondiale Development Team, 3 vittorie)

Tour du Finistère
5ª tappa Alpes Isère Tour (Saint-Joseph-de-Rivière > La Mure)
Classifica  generale Alpes Isère Tour

#### Altri successi
- 2023 (Juniores)

Classifica giovani SPIE Internationale Junioren Driedaagse van Axel
- 2025 (Decathlon AG2R La Mondiale Development Team)

Classifica punti Alpes Isère Tour
Classifica giovani Alpes Isère Tour
Classifica a punti Giro Next Gen

### Ciclocross
- 2023/2024

Campionati europei, Gara junior
Campionati europei, Staffetta mista
Cyclo-cross de la Citadelle junior
Scheldecross junior
CX Benidorm Costa Blanca junior
Campionati del mondo, Staffetta a squadre

## Piazzamenti

### Competizioni mondiali
- Campionati del mondo su strada

Glasgow 2023 - Gara in linea under-23: ritirato
Zurigo 2024 - Gara in linea under-23: 18º
- Campionati del mondo ciclocross

Hoogerheide 2023 - Gara junior: 18º
Tábor 2024 - Gara Junior: 4º
Tábor 2024 - Staffetta mista a squadre: vincitore
Liévin 2025 - Gara Under 23: 6º

### Competizioni continentali
- Campionati europei su strada

Limburgo 2024 - Gara in linea Junior: 56º
- Campionati europei di ciclocross

Cittadella di Namur 2022 - Gara Junior: 7º
Pontchâteau 2023 - Gara Junior: vincitore
Pontchâteau 2023 - Staffetta mista: vincitore
Pontevedra  2024 - Gara Under-23: 3º
Pontevedra 2024 - Staffetta mista: 2º